# Rencontres du Challenge européen 2020-2021
Cet article recense les rencontres organisées durant le Challenge européen 2020-2021 qui se déroule du 11 décembre 2020 au 21 mai 2021, date de la finale.

## Tour préliminaire
| Résultats (▼dom., ►ext.) | AGE  | BAY   | BEN   | BRI   | CAR   | CAS   | LEI   | LON  | NEW   | OSP   | PAU   | SFP  | WOR   | ZEB   |
| SU Agen                  | —    | —     | —     | —     | —     | —     | —     | 8-34 | —     | —     | —     | —    | —     | —     |
| Aviron bayonnais         | —    | —     | —     | —     | —     | —     | 20-28 | —    | —     | —     | —     | —    | —     | —     |
| Benetton Rugby           | 0-28 | —     | —     | —     | —     | —     | —     | —    | —     | —     | —     | —    | —     | —     |
| CA Brive                 | —    | —     | —     | —     | —     | —     | —     | —    | —     | —     | —     | —    | —     | 16-18 |
| Cardiff Blues            | —    | —     | —     | —     | —     | —     | —     | —    | —     | —     | —     | 28-0 | —     | —     |
| Castres olympique        | —    | —     | —     | —     | —     | —     | —     | —    | 17-26 | —     | —     | —    | —     | —     |
| Leicester Tigers         | —    | —     | —     | 39-17 | —     | —     | —     | —    | —     | —     | —     | —    | —     | —     |
| London Irish             | —    | —     | —     | —     | —     | —     | —     | —    | —     | —     | 26-17 | —    | —     | —     |
| Newcastle Falcons        | —    | —     | —     | —     | 20-33 | —     | —     | —    | —     | —     | —     | —    | —     | —     |
| Ospreys                  | —    | —     | —     | —     | —     | 39-15 | —     | —    | —     | —     | —     | —    | —     | —     |
| Section paloise          | —    | —     | —     | —     | —     | —     | —     | —    | —     | —     | —     | —    | 24-20 | —     |
| Stade français           | —    | —     | 20-44 | —     | —     | —     | —     | —    | —     | —     | —     | —    | —     | —     |
| Worcester Warriors       | —    | —     | —     | —     | —     | —     | —     | —    | —     | 29-38 | —     | —    | —     | —     |
| Zebre                    | —    | 25-25 | —     | —     | —     | —     | —     | —    | —     | —     | —     | —    | —     | —     |

- Victoire à domicile
- Match nul
- Victoire à l'extérieur

Les horaires sont donnés en heure locale.

### 1rejournée
| 11 décembre 2020 18h30 | Stade français | 20 - 44 (8 - 25) | Benetton Rugby | Stade Jean-Bouin, Paris 0 spectateurs Arbitre : Ben Blain |
| 11 décembre 2020 18h30 | Essai(s) : 3 Francoz (11e), Panis (67e), Lapègue (74e) Transformation(s) : 1 Hall (67e) Pénalité(s) : 1 Coville (6e) Carton(s) jaune(s) : 1 Nayacalevu (17e) Carton(s) rouge(s) : 1 Rorke(43e) | Rapport          | Essai(s) : 7 Halafihi (8e), Duvenage (13e), Sarto (20e), Hayward (23e), Allan (50e), Ruzza (72e), Sgarbi (80e) Transformation(s) : 3 Allan (20e, 53e, 80e) Pénalité(s) : 1 Allan (18e) Carton(s) rouge(s) : 1 Sarto (43e) | Stade Jean-Bouin, Paris 0 spectateurs Arbitre : Ben Blain |
| 11 décembre 2020 18h30 | | Rapport          | | Stade Jean-Bouin, Paris 0 spectateurs Arbitre : Ben Blain |

| 11 décembre 2020 20h45 | Leicester Tigers | 39 - 17 (14 - 6) | CA Brive                                                             | Welford Road Stadium, Leicester 0 spectateurs Arbitre : Nika Amashukeli |
| 11 décembre 2020 20h45 | Essai(s) : 4 Youngs (32e), Youngs (64e), Brink (77e), Nadolo (79e) Transformation(s) : 2 Ford (77e, 79e) Pénalité(s) : 5 Díaz Bonilla (2e, 23e, 37e, 49e, 59e) | Rapport          | Essai(s) : 1 Douglas (69e) Pénalité(s) : 4 Hervé (8e, 17e, 45e, 53e) | Welford Road Stadium, Leicester 0 spectateurs Arbitre : Nika Amashukeli |
| 11 décembre 2020 20h45 | | Rapport          |                                                                      | Welford Road Stadium, Leicester 0 spectateurs Arbitre : Nika Amashukeli |

| 11 décembre 2020 20h45 | Newcastle Falcons | 20 - 33 (17 - 13) | Cardiff Blues | Kingston Park, Newcastle 0 spectateurs Arbitre : Ludovic Cayre |
| 11 décembre 2020 20h45 | Essai(s) : 2 Wacokecoke (18e), Stuart (36e) Transformation(s) : 2 Hodgson (18e, 36e) Pénalité(s) : 2 Hodgson (12e, 74e) Carton(s) jaune(s) : 1 Wilson (76e) | Rapport           | Essai(s) : 3 Amos (16e), Williams (48e), Essai de pénalité (76e) Transformation(s) : 2 Evans (16e, 48e) Pénalité(s) : 4 Evans (9e, 20e, 44e, 55e) | Kingston Park, Newcastle 0 spectateurs Arbitre : Ludovic Cayre |
| 11 décembre 2020 20h45 | | Rapport           | | Kingston Park, Newcastle 0 spectateurs Arbitre : Ludovic Cayre |

| 12 décembre 2020 14h00 | Zebre | 25 - 25 (18 - 13) | Aviron bayonnais | Stadio Sergio Lanfranchi, Zèbre 0 spectateurs Arbitre : Adam Jones |
| 12 décembre 2020 14h00 | Essai(s) : 3 Laloifi (1re), Rizzi (30e), Nocera (66e) Transformation(s) : 2 Rizzi (30e, 66e) Pénalité(s) : 2 Rizzi (26e, 40e) Carton(s) jaune(s) : 1 Manfredi (60e) | Rapport           | Essai(s) : 3 Ruru (15e), Baget (43e), Delonca (61e) Transformation(s) : 2 Ordas (15e, 63e) Pénalité(s) : 2 Ordas (8e, 19e) Carton(s) jaune(s) : 1 Mousset (40e) | Stadio Sergio Lanfranchi, Zèbre 0 spectateurs Arbitre : Adam Jones |
| 12 décembre 2020 14h00 | | Rapport           | | Stadio Sergio Lanfranchi, Zèbre 0 spectateurs Arbitre : Adam Jones |

| 12 décembre 2020 15h00 | SU Agen                                               | 8 - 34 (3 - 19) | London Irish | Stade Armandie, Agen 0 spectateurs Arbitre : Chris Busby |
| 12 décembre 2020 15h00 | Essai(s) : 1 Railevu (49e) Pénalité(s) : 1 Reid (15e) | Rapport         | Essai(s) : 5 Tuisue (10e, 27e), Mafi (34e), Hassell-Collins (43e), Cokanasiga (79e) Transformation(s) : 3 Brophy-Clews (27e, 34e), Atkins (79e) Pénalité(s) : 1 Atkins (57e) | Stade Armandie, Agen 0 spectateurs Arbitre : Chris Busby |
| 12 décembre 2020 15h00 |                                                       | Rapport         | | Stade Armandie, Agen 0 spectateurs Arbitre : Chris Busby |

| 12 décembre 2020 21h00 | Section paloise | 24 - 20 (14 - 14) | Worcester Warriors | Stade du Hameau, Pau 0 spectateurs Arbitre : Andrea Piardi |
| 12 décembre 2020 21h00 | Essai(s) : 3 Corato (17e), Barrett (41e), Erbani (79e) Transformation(s) : 3 Marques (17e, 41e), Le Bail (79e) Pénalité(s) : 1 Marques (52e) Carton(s) jaune(s) : 2 Malié (12e), Texier (60e) | Rapport           | Essai(s) : 2 Essai de pénalité (12e), Simpson (22e) Transformation(s) : 1 Shillcock (22e) Pénalité(s) : 2 Shillcock (56e, 62e) Carton(s) jaune(s) : 1 Montgomery (78e) | Stade du Hameau, Pau 0 spectateurs Arbitre : Andrea Piardi |
| 12 décembre 2020 21h00 | | Rapport           | | Stade du Hameau, Pau 0 spectateurs Arbitre : Andrea Piardi |

| 12 décembre 2020 21h00 | Ospreys | 39 - 15 (25 - 3) | Castres Olympique | Liberty Stadium, Swansea 0 spectateurs Arbitre : Tom Foley |
| 12 décembre 2020 21h00 | Essai(s) : 5 Venter (22e), Parry (29e, 39e), Evans (67e), Morgan (80e) Transformation(s) : 4 Myler (29e, 39e, 67e, 80e) Pénalité(s) : 2 Myler (6e, 14e) | Rapport          | Essai(s) : 2 Kornath (54e), Amans (71e) Transformation(s) : 1 Fortunel (54e) Pénalité(s) : 1 Fortunel (17e) Carton(s) jaune(s) : 1 Battle (28e) | Liberty Stadium, Swansea 0 spectateurs Arbitre : Tom Foley |
| 12 décembre 2020 21h00 | | Rapport          | | Liberty Stadium, Swansea 0 spectateurs Arbitre : Tom Foley |

### 2ejournée
| 18 décembre 2020 18h30 | Castres Olympique | 17 - 26 (10 - 9) | Newcastle Falcons | Stade Pierre-Fabre, Castres Arbitre : Craig Evans |
| 18 décembre 2020 18h30 | Essai(s) : 3 Bouzerand (26e, 29e), Botitu (78e) Transformation(s) : 1 Bourgier (79e) Carton(s) jaune(s) : 1 Decaux (70e) | Rapport          | Essai(s) : 3 Stuart (56e), Arscott (67e), Basham (76e) Transformation(s) : 1 Connon (77e) Pénalité(s) : 3 Connon (16e, 39e, 40e+2) | Stade Pierre-Fabre, Castres Arbitre : Craig Evans |
| 18 décembre 2020 18h30 | | Rapport          | | Stade Pierre-Fabre, Castres Arbitre : Craig Evans |

| 18 décembre 2020 21h00 | CA Brive | 16 - 18 (10 - 12) | Zebre | Stade Amédée-Domenech, Brive Arbitre : Adam Leal |
| 18 décembre 2020 21h00 | Essai(s) : 1 Galletier (5e) Transformation(s) : 1 Abzhandadze (6e) Pénalité(s) : 3 Abzhandadze (17e, 52e, 66e) Carton(s) jaune(s) : 1 Doge (28e) | Rapport           | Essai(s) : 2 Violi (14e), Bruno (33e) Transformation(s) : 1 Canna (14e) Pénalité(s) : 2 Canna (69e, 80e) | Stade Amédée-Domenech, Brive Arbitre : Adam Leal |
| 18 décembre 2020 21h00 | | Rapport           | | Stade Amédée-Domenech, Brive Arbitre : Adam Leal |

| Rencontre annulée | Benetton Rugby | 0 - 28 (tapis vert) | SU Agen | Stadio Comunale di Monigo, Trévise |
| Rencontre annulée |                |                     |         | Stadio Comunale di Monigo, Trévise |
| Rencontre annulée |                |                     |         | Stadio Comunale di Monigo, Trévise |

| 19 décembre 2020 20h00 | Worcester Warriors | 29 - 38 (12 - 18) | Ospreys | Sixways Stadium, Worcester Arbitre : Nika Amashukeli |
| 19 décembre 2020 20h00 | Essai(s) : 4 Lawrence (17e), Nanai (28e), Searle (52e), Hill (57e) Transformation(s) : 3 Shillcock (18e, 53e, 58e) Pénalité(s) : 1 Shillcock (49e) Carton(s) jaune(s) : 2 Palframan (33e), Waller (59e) | Rapport           | Essai(s) : 4 de pénalité (34e), Parry (39e), Morris (68e), North (74e) Transformation(s) : 3 de pénalité (34e), Myler (68e, 75e) Pénalité(s) : 4 Myler (4e, 13e, 78e, 80e) | Sixways Stadium, Worcester Arbitre : Nika Amashukeli |
| 19 décembre 2020 20h00 | | Rapport           | | Sixways Stadium, Worcester Arbitre : Nika Amashukeli |

| 19 décembre 2020 21h00 | Aviron bayonnais | 20 - 28 (13 - 17) | Leicester Tigers | Stade Jean-Dauger, Bayonne Arbitre : Chris Busby |
| 19 décembre 2020 21h00 | Essai(s) : 2 Zabalza (40e+2), Gorin (69e) Transformation(s) : 2 Germain (40e+3, 69e) Pénalité(s) : 2 Germain (8e, 10e) | Rapport           | Essai(s) : 3 Reffell (10e), Dan Kelly (28e), Murimurivalu (60e) Transformation(s) : 2 Henry (11e, 30e) Pénalité(s) : 3 Henry (24e, 43e, 45e) Carton(s) jaune(s) : 3 Heyes (38e), Leatigaga (40e), Brink (67e) | Stade Jean-Dauger, Bayonne Arbitre : Chris Busby |
| 19 décembre 2020 21h00 | | Rapport           | | Stade Jean-Dauger, Bayonne Arbitre : Chris Busby |

| 20 décembre 2020 15h00 | London Irish                                                                                                   | 26 - 17 (21 - 7) | Section paloise | Madejski Stadium, Reading Arbitre : Gianluca Gnecchi |
| 20 décembre 2020 15h00 | Essai(s) : 4 Stokes (11e, 36e), Cokanasiga (40e), Parton (50e) Transformation(s) : 3 Jackson (12e, 37e, 40e+1) | Rapport          | Essai(s) : 2 Septar (21e), Debaes (80e) Transformation(s) : 2 Le Bail (22e), Marques (80e) Pénalité(s) : 1 Le Bail (42e) | Madejski Stadium, Reading Arbitre : Gianluca Gnecchi |
| 20 décembre 2020 15h00 | | Rapport          | | Madejski Stadium, Reading Arbitre : Gianluca Gnecchi |

| Rencontre annulée | Cardiff Blues | 28 - 0 (tapis vert) | Stade français | Cardiff Arms Park, Cardiff |
| Rencontre annulée | Rapport       |                     |                | Cardiff Arms Park, Cardiff |
| Rencontre annulée |               |                     |                | Cardiff Arms Park, Cardiff |

### 3eet4ejournées annulées
Les rencontres de la 3e et 4e journées sont annulées après la demande du gouvernement français aux clubs français de « reporter leur participation aux rencontres de Coupe d'Europe au moins jusqu'à début février, à la fois pour les matchs organisés en France et ceux se tenant sur les sols britannique et irlandais ».

## Phase finale

### Huitièmes de finale
Les huitièmes de finale se jouent le weekend du 2 au 4 avril 2021
| 2 avril 2021 16:00 | Zebre | 27 - 35 (21 - 14) | Bath Rugby | Stade Sergio-Lanfranchi, Parme 0 spectateurs Arbitre : Pierre Brousset |
| 2 avril 2021 16:00 | Essai(s) : 3 Bruno (2e, 9e, 22e) Transformation(s) : 3 Canna (3e, 10e, 23e) Pénalité(s) : 2 Pescetto (67e, 71e) Carton(s) jaune(s) : 1 Bello (59e) | Rapport           | Essai(s) : 5 Cokanasiga (14e), Stuart (40e), Obano (45e), Watson (61e), du Toit (78e) Transformation(s) : 5 Spencer (15e, 40e+1, 46e, 62e, 80e) Carton(s) jaune(s) : 1 Reid (26e) | Stade Sergio-Lanfranchi, Parme 0 spectateurs Arbitre : Pierre Brousset |
| 2 avril 2021 16:00 | | Rapport           | | Stade Sergio-Lanfranchi, Parme 0 spectateurs Arbitre : Pierre Brousset |

| 2 avril 2021 18:30 | London Irish | 41 - 35 (13 - 17) | Cardiff Blues | Brentford Community Stadium, Brentford 0 spectateurs Arbitre : Nika Amashukeli |
| 2 avril 2021 18:30 | Essai(s) : 5 Loader (30e), Hassell-Collins (49e, 74e), Hepetema (71e), Rona (79e) Transformation(s) : 5 Jackson (31e, 49e, 72e, 76e, 80e) Pénalité(s) : 2 Jackson (13e, 39e) Carton(s) jaune(s) : 1 Loader (53e) Carton(s) rouge(s) : 1 Goodrick-Clarke (46e) | Rapport           | Essai(s) : 4 Dacey (16e), Adams (20e), Harries (57e), Williams (64e) Transformation(s) : 3 Evans (17e, 20e, 65e) Pénalité(s) : 2 Evans (27e, 46e) | Brentford Community Stadium, Brentford 0 spectateurs Arbitre : Nika Amashukeli |
| 2 avril 2021 18:30 | | Rapport           | | Brentford Community Stadium, Brentford 0 spectateurs Arbitre : Nika Amashukeli |

| 2 avril 2021 21:00 | Montpellier HR | 26 - 21 (13 - 9) | Glasgow Warriors | GGL Stadium, Montpellier 0 spectateurs Arbitre : Karl Dickson |
| 2 avril 2021 21:00 | Essai(s) : 2 Guirado (38e), Bouthier (43e) Transformation(s) : 2 Lozowski (40e, 44e) Pénalité(s) : 4 Lozowski (14e, 24e, 58e, 71e) Carton(s) jaune(s) : 2 Chalureau (50e), Devergie (73e) | Rapport          | Essai(s) : 1 Brown (49e) Pénalité(s) : 7 Hastings (1re, 16e, 27e, 55e, 62e), Thompson (70e, 73e) Carton(s) jaune(s) : 1 Grigg (76e) Carton(s) rouge(s) : 1 Ioane (58e) | GGL Stadium, Montpellier 0 spectateurs Arbitre : Karl Dickson |
| 2 avril 2021 21:00 | | Rapport          | | GGL Stadium, Montpellier 0 spectateurs Arbitre : Karl Dickson |

| 3 avril 2021 16:00 | Benetton Trévise                                                                                             | 29 - 16 (14 - 10) | SU Agen | Stadio Comunale di Monigo, Trévise 0 spectateurs Arbitre : Christophe Ridley |
| 3 avril 2021 16:00 | Essai(s) : 4 Duvenage (20e), Ioane (45e), Brex (62e), Padovani (73e) Pénalité(s) : 3 Garbisi (12e, 29e, 39e) | Rapport           | Essai(s) : 1 Hayes (1re) Transformation(s) : 1 Verdu (2e) Pénalité(s) : 3 Verdu (18e, 50e, 55e) Carton(s) rouge(s) : 1 Taulagi (61e) | Stadio Comunale di Monigo, Trévise 0 spectateurs Arbitre : Christophe Ridley |
| 3 avril 2021 16:00 | | Rapport           | | Stadio Comunale di Monigo, Trévise 0 spectateurs Arbitre : Christophe Ridley |

| 3 avril 2021 16:00 | Ospreys | 24 - 28 (14 - 14) | Newcastle Falcons | Liberty Stadium, Swansea 0 spectateurs Arbitre : Ludovic Cayre |
| 3 avril 2021 16:00 | Essai(s) : 3 Williams (8e), Evans (12e), Botha (70e) Transformation(s) : 3 Price (9e, 13e, 71e) Pénalité(s) : 1 Price (56e) Carton(s) jaune(s) : 2 Tipuric (32e), Beard (38e) | Rapport           | Essai(s) : 5 Davison (33e), de pénalité (38e), Robinson (41e), McGuigan (64e), van der Walt (66e) Transformation(s) : 4 Connon (34e, 42e, 67e), de pénalité (38e) Carton(s) jaune(s) : 1 Wilson (71e) | Liberty Stadium, Swansea 0 spectateurs Arbitre : Ludovic Cayre |
| 3 avril 2021 16:00 | | Rapport           | | Liberty Stadium, Swansea 0 spectateurs Arbitre : Ludovic Cayre |

| 3 avril 2021 18:30 | Dragons | 39 - 43 (22 - 10) | Northampton Saints | Rodney Parade, Newport 0 spectateurs Arbitre : Alexandre Ruiz |
| 3 avril 2021 18:30 | Essai(s) : 5 Hewitt (11e, 33e), Screech (26e), Davies (50e), Brown (60e) Transformation(s) : 4 Davies (12e, 26e, 51e, 60e) Pénalité(s) : 2 Davies (6e, 43e) Carton(s) jaune(s) : 1 Dee (70e) | Rapport           | Essai(s) : 6 Naiyaravoro (36e, 73e), Sleightholme (41e), Mitchell (54e), Harrison (62e), Collins (74e) Transformation(s) : 5 Grayson (37e, 41e, 55e, 73e, 75e) Pénalité(s) : 1 Grayson (24e) Carton(s) jaune(s) : 3 Sleightholme (26e), Coles (46e), Tonks (46e) | Rodney Parade, Newport 0 spectateurs Arbitre : Alexandre Ruiz |
| 3 avril 2021 18:30 | | Rapport           | | Rodney Parade, Newport 0 spectateurs Arbitre : Alexandre Ruiz |

| 3 avril 2021 21:00 | Leicester Tigers | 48 - 32 (24 - 11) | Connacht | Welford Road Stadium, Leicester 0 spectateurs Arbitre : Adam Jones |
| 3 avril 2021 21:00 | Essai(s) : 7 Clare (11e, 65e), Porter (14e), Moroni (27e), Henry (31e), Wells (73e), Wiese (78e) Transformation(s) : 5 Henry (15e, 32e), McPhillips (66e, 74e, 79e) Pénalité(s) : 1 McPhillips (57e) Carton(s) jaune(s) : 1 Clare (26e) | Rapport           | Essai(s) : 4 Marmion (6e), Masterson (43e), Wootton (56e), Boyle (71e) Transformation(s) : 3 Carty (44e, 59e), Fitzgerald (71e) Pénalité(s) : 2 Carty (22e, 40e+5) Carton(s) rouge(s) : 1 Porch (80e+1) | Welford Road Stadium, Leicester 0 spectateurs Arbitre : Adam Jones |
| 3 avril 2021 21:00 | | Rapport           | | Welford Road Stadium, Leicester 0 spectateurs Arbitre : Adam Jones |

| 4 avril 2021 21:00 | Harlequins                                                                                          | 21 - 57 (7 - 29) | Ulster | Twickenham Stoop, Londres 0 spectateurs Arbitre : Romain Poite |
| 4 avril 2021 21:00 | Essai(s) : 3 Lawday (31e), Kenningham (64e), Els (77e) Transformation(s) : 3 Herron (32e, 64e, 78e) | Rapport          | Essai(s) : 8 McCloskey (7e), Herring (21e, 55e), Reidy (26e, 69e), Lowry (33e), Burns (59e), Mathewson (65e) Transformation(s) : 7 Cooney (8e, 23e, 27e, 57e, 60e), Madigan (66e, 70e) Pénalité(s) : 1 Cooney (12e) Carton(s) jaune(s) : 1 Murphy (30e) | Twickenham Stoop, Londres 0 spectateurs Arbitre : Romain Poite |
| 4 avril 2021 21:00 | | Rapport          | | Twickenham Stoop, Londres 0 spectateurs Arbitre : Romain Poite |

### Quarts de finale
| 9 avril 2021 21 h | Bath Rugby                                                                                                | 26 - 13 (19 - 10) | London Irish                                                                                   | The Recreation Ground, Bath Arbitre : Frank Murphy |
| 9 avril 2021 21 h | Essai(s) : 4 McNally (12e), Stuart (27e, 34e), Mercer (69e) Transformation(s) : 2 Spencer (12e, 28e, 70e) | Rapport           | Essai(s) : 1 Creevy (7e) Transformation(s) : 1 Jackson (8e) Pénalité(s) : 2 Jackson (40e, 65e) | The Recreation Ground, Bath Arbitre : Frank Murphy |
| 9 avril 2021 21 h | | Rapport           |                                                                                                | The Recreation Ground, Bath Arbitre : Frank Murphy |

| 10 avril 2021 13 h 30 | Leicester Tigers | 39 - 15 (15 - 8) | Newcastle Falcons | Welford Road Stadium, Leicester Arbitre : Romain Poite |
| 10 avril 2021 13 h 30 | Essai(s) : 5 Potter (4e, 80e), Moroni (46e) et 2 essais de pénalité (13e, 75e) Transformation(s) : 2 McPhillips (47e), Ford (80e) Pénalité(s) : 2 McPhillips (17e), Ford (56e) | Rapport          | Essai(s) : 2 Wacokecoke (32e), Penny (48e) Carton(s) jaune(s) : Wilson (14e), Cooper (36e), Tampin (75e) Carton(s) rouge(s) : Cooper (75e) | Welford Road Stadium, Leicester Arbitre : Romain Poite |
| 10 avril 2021 13 h 30 | | Rapport          | | Welford Road Stadium, Leicester Arbitre : Romain Poite |

| 10 avril 2021 21 h | Montpellier HR | 31 - 25 (21 - 15) | Benetton Trévise | GGL Stadium, Montpellier Arbitre : Karl Dickson |
| 10 avril 2021 21 h | Essai(s) : 3 Paillaugue (11e, 54e), Willemse (36e) Transformation(s) : 2 Paillaugue (37e, 55e) Pénalité(s) : 3 Paillaugue (4e, 29e, 60e) Drop(s) : 1 Bouthier (24e) Carton(s) jaune(s) : 2 Willemse (14e), Camara (75e) | Rapport           | Essai(s) : 1 Garbisi (45e) Transformation(s) : 1 Garbisi (46e) Pénalité(s) : 6 Garbisi (1re, 6e, 14e, 27e, 31e), Allan (65e) | GGL Stadium, Montpellier Arbitre : Karl Dickson |
| 10 avril 2021 21 h | | Rapport           | | GGL Stadium, Montpellier Arbitre : Karl Dickson |

| 10 avril 2021 21 h | Northampton Saints | 27 - 35 (22 - 14) | Ulster | Franklin's Gardens, Northampton Arbitre : Alexandre Ruiz |
| 10 avril 2021 21 h | Essai(s) : 4 Mitchell (4e), Freeman (32e, 34e), Sleightholme (58e) Transformation(s) : 2 Francis (6e, 35e) Pénalité(s) : 1 Francis (16e) Carton(s) jaune(s) : 3 Isiekwe (9e), Matavesi (12e), Ribbans (22e) | Rapport           | Essai(s) : 1 Herring (24e), Moore (46e), Cooney (61e), Stockdale (72e), 1 essai de pénalité (11e) Transformation(s) : 4 Cooney (25e, 47e, 62e, 73e) | Franklin's Gardens, Northampton Arbitre : Alexandre Ruiz |
| 10 avril 2021 21 h | | Rapport           | | Franklin's Gardens, Northampton Arbitre : Alexandre Ruiz |

### Demi-finales
Les rencontres de demi-finale sont tirées au sort à l'issue des quarts-de-finale le 11 avril 2021. Le tirage ne prend pas en compte ni les résultats précédents ni la nationalité ou l'appartenance à une ligue des clubs. Le premier club tiré au sort joue la demi-finale 1 à domicile et le deuxième club se déplace pour l'affronter. De la même manière, le troisième club tiré au sort reçoit la dernière équipe.
| 30 avril 2021 21 h | Leicester Tigers | 33 - 24 (6 - 17) | Ulster | Welford Road Stadium, Leicester Arbitre : Pascal Gaüzère |
| 30 avril 2021 21 h | Essai(s) : 3 Wiese (44e), Genge (52e), Porter (73e) Transformation(s) : 3 Ford (44e, 54e, 75e) Pénalité(s) : 3 Ford (6e, 19e, 49e) Drop(s) : 1 Ford (58e) Carton(s) jaune(s) : 1 Youngs (14e) | Rapport          | Essai(s) : 3 Henderson (15e), Burns (21e), Timoney (67e) Transformation(s) : 3 Cooney (16e, 22e), Lowry (68e) Pénalité(s) : 1 Cooney (9e) | Welford Road Stadium, Leicester Arbitre : Pascal Gaüzère |
| 30 avril 2021 21 h | | Rapport          | | Welford Road Stadium, Leicester Arbitre : Pascal Gaüzère |

| 1er mai 2021 21 h | Bath Rugby                                                                              | 10 - 19 (10 - 16) | Montpellier HR | The Recreation Ground, Bath Arbitre : Andrew Brace |
| 1er mai 2021 21 h | Essai(s) : 1 Dunn (2e) Transformation(s) : 1 Spencer (3e) Pénalité(s) : 1 Spencer (26e) | Rapport           | Essai(s) : 1 Camara (22e) Transformation(s) : 1 Paillaugue (23e) Pénalité(s) : 4 Paillaugue (19e, 31e, 36e), Pollard (79e) Carton(s) jaune(s) : 1 Forletta (56e) | The Recreation Ground, Bath Arbitre : Andrew Brace |
| 1er mai 2021 21 h |                                                                                         | Rapport           | | The Recreation Ground, Bath Arbitre : Andrew Brace |

### Finale
| Finale 21 mai 2021 21 h | Leicester Tigers                                                                                      | 17 - 18 (10 - 10) | Montpellier HR | Stade de Twickenham, Londres 10 000 spectateurs Arbitre : Andrew Brace |
| Finale 21 mai 2021 21 h | Essai(s) : 2 Wells (32e), Wiese (46e) Transformation(s) : 2 Ford (34e, 47e) Pénalité(s) : 1 Ford (8e) | Rapport           | Essai(s) : 2 Rattez (13e), Goosen (57e) Transformation(s) : 1 Paillaugue (14e) Pénalité(s) : 2 Paillaugue (16e, 50e) Carton(s) jaune(s) : 2 Bécognée (29e), Guirado (44e) | Stade de Twickenham, Londres 10 000 spectateurs Arbitre : Andrew Brace |
| Finale 21 mai 2021 21 h | | Rapport           | | Stade de Twickenham, Londres 10 000 spectateurs Arbitre : Andrew Brace |